# Rallye Monte Carlo 1979
Die 47. Rallye Monte Carlo war der 1. Lauf zur Rallye-Weltmeisterschaft 1979. Sie fand vom 20. bis zum 26. Januar in der Region von Monaco statt. Von den 30 geplanten Wertungsprüfungen wurde die WP 13 abgesagt.

## Klassifikationen

### Endergebnis
| Rang | Fahrer              | Co-Pilot             | Auto                   | Zeit (Std./Min./Sek.) | Rückstand Sieger (Min./Sek.) Rückstand V (Min./Sek.) |
| ---- | ------------------- | -------------------- | ---------------------- | --------------------- | ---------------------------------------------------- |
| 1    | Bernard Darniche    | Alain Mahé           | Lancia Stratos HF      | 8:13:38               | 00:00                                                |
| 2    | Björn Waldegård     | Hans Thorszelius     | Ford Escort RS1800     | 8:13:44               | 00:06                                                |
| 3    | Markku Alén         | Ilkka Kivimäki       | Fiat 131 Abarth        | 8:17:47               | 04:09 04:03                                          |
| 4    | Jean-Claude Andruet | Chantal Liénard Sola | Fiat 131 Abarth        | 8:19:20               | 05:42 01:33                                          |
| 5    | Hannu Mikkola       | Arne Hertz           | Ford Escort RS1800     | 8:23:07               | 09:29 03:47                                          |
| 6    | Jean-Pierre Nicolas | Jean Todt            | Porsche 911 Carrera    | 8:26:37               | 12:59 03:30                                          |
| 7    | Michèle Mouton      | Françoise Conconi    | Fiat 131 Abarth        | 8:34:44               | 21:06 08:07                                          |
| 8    | Guy Fréquelin       | Jacques Delaval      | Renault 5 Alpine       | 8:44:27               | 30:49 09:43                                          |
| 9    | Jacques Alméras     | Maurice Gélin        | Chrysler Sunbeam       | 8:49:52               | 36:14 05:25                                          |
| 10   | Ari Vatanen         | David Richards       | Ford Fiesta MK1 1600 S | 8:50:11               | 36:33 00:19                                          |

Insgesamt wurden 82 von 233 gemeldeten Fahrzeuge klassiert:

### Wertungsprüfungen
| Tage     | WP | Startzeit LT | Name                             | Länge    | Gewinner                      | Zeit     | Leader           |
| -------- | -- | ------------ | -------------------------------- | -------- | ----------------------------- | -------- | ---------------- |
| 22. Jan. | 1  | 03:32        | Burzet                           | 27,00 km | Hannu Mikkola                 | 20:55    | Hannu Mikkola    |
| 22. Jan. | 2  | 04:42        | Le Cheylard                      | 31,00 km | Björn Waldegård               | 22:41    | Björn Waldegård  |
| 22. Jan. | 3  | 07:34        | Saint-Nazaire-le-Désert 1        | 23,00 km | Hannu Mikkola                 | 17:10    | Björn Waldegård  |
| 22. Jan. | 4  | 09:24        | Les Savoyons                     | 16,00 km | Walter Röhrl                  | 14:29    | Björn Waldegård  |
| 22. Jan. | 5  | 10:31        | Sisteron                         | 35,00 km | Hannu Mikkola                 | 29:41    | Hannu Mikkola    |
| 23. Jan. | 6  | 09:09        | Peira - Cava                     | 18,00 km | Bernard Darniche              | 15:13    | Hannu Mikkola    |
| 23. Jan. | 7  | 11:00        | Pont des Miolans                 | 22,00 km | Bernard Darniche              | 19:26    | Hannu Mikkola    |
| 23. Jan. | 8  | 13:27        | La Planas                        | 35,00 km | Hannu Mikkola                 | 27:46    | Hannu Mikkola    |
| 23. Jan. | 9  | 14:50        | Barcilonette                     | 16,00 km | Hannu Mikkola                 | 11:27    | Hannu Mikkola    |
| 23. Jan. | 10 | 18:37        | Pont du Fosse                    | 21,00 km | Björn Waldegård               | 14:19    | Hannu Mikkola    |
| 23. Jan. | 11 | 20:56        | Circuit de Glace Serre-Chevalier | 6,00 km  | Markku Alén                   | 02:01    | Hannu Mikkola    |
| 23. Jan. | 12 | 21:38        | Pont de l’Alp                    | 15,00 km | Markku Alén                   | 09:51    | Björn Waldegård  |
| 23. Jan. | 13 | 23:06        | Saint-Barthélémy                 | 19,00 km | abgesagt                      | abgesagt | Björn Waldegård  |
| 24. Jan. | 14 | 00:30        | Saint-Michel                     | 37,00 km | Hannu Mikkola                 | 27:21    | Hannu Mikkola    |
| 24. Jan. | 15 | 02:57        | Saint-Jean-en-Royans             | 38,00 km | Jean-Claude Andruet           | 28:34    | Hannu Mikkola    |
| 24. Jan. | 16 | 05:18        | Saint-Nazaire-le-Désert 2        | 23,00 km | Hannu Mikkola                 | 17:57    | Hannu Mikkola    |
| 24. Jan. | 17 | 06:43        | Montauban                        | 20,00 km | Björn Waldegård Hannu Mikkola | 14:50    | Hannu Mikkola    |
| 24. Jan. | 18 | 11:08        | Col du Corobin                   | 16,00 km | Markku Alén                   | 12:42    | Hannu Mikkola    |
| 24. Jan. | 19 | 12:30        | Roquesteron                      | 18,00 km | Walter Röhrl                  | 14:51    | Björn Waldegård  |
| 24. Jan. | 20 | 14:30        | Loda 1                           | 10,00 km | Bernard Darniche              | 09:02    | Björn Waldegård  |
| 25. Jan. | 21 | 18:34        | Col des Banquettes               | 11,00 km | Bernard Darniche              | 08:56    | Björn Waldegård  |
| 25. Jan. | 22 | 19:54        | Moulinet - La Bollène 1          | 22,00 km | Bernard Darniche              | 20:06    | Björn Waldegård  |
| 25. Jan. | 23 | 21:17        | Saint-Sauveur 1                  | 21,00 km | Bernard Darniche              | 16:58    | Björn Waldegård  |
| 25. Jan. | 24 | 22:25        | Villars 1                        | 13,00 km | Bernard Darniche              | 13:01    | Björn Waldegård  |
| 25. Jan. | 25 | 23:31        | Loda 2                           | 10,00 km | Bernard Darniche              | 09:19    | Björn Waldegård  |
| 26. Jan. | 26 | 01:26        | Peille                           | 18,00 km | Bernard Darniche              | 15:07    | Björn Waldegård  |
| 26. Jan. | 27 | 02:46        | Moulinet - La Bollène 2          | 22,00 km | Bernard Darniche              | 20:06    | Björn Waldegård  |
| 26. Jan. | 28 | 04:09        | Saint-Sauveur 1                  | 21,00 km | Bernard Darniche              | 16:21    | Björn Waldegård  |
| 26. Jan. | 29 | 05:17        | Villars 2                        | 13,00 km | Bernard Darniche              | 13:18    | Björn Waldegård  |
| 26. Jan. | 30 | 06:25        | La Bollène - Moulinet            | 22,00 km | Bernard Darniche              | 19:50    | Bernard Darniche |

### Fahrer-Weltmeisterschaft
| Pos. | Fahrer              | Punkte |
| ---- | ------------------- | ------ |
| 1    | Bernard Darniche    | 18     |
| 2    | Björn Waldegård     | 17     |
| 3    | Markku Alén         | 14     |
| 4    | Jean-Claude Andruet | 10     |
| 5    | Hannu Mikkola       | 8      |

### Herstellerwertung
| Pos. | Team    | Punkte |
| ---- | ------- | ------ |
| 1    | Lancia  | 18     |
| 2    | Ford    | 17     |
| 3    | Fiat    | 14     |
| 4    | Renault | 10     |
| 5    | Porsche | 8      |